# Trojné číslo
Trojné číslo (triál) je mluvnická kategorie čísla, která vyjadřuje tři osoby či věci. Trojné číslo v češtině nikdy neexistovalo, používá se např. v jazycích Tok Pisin, Tolomako a Lihir.
Platí pravidlo, že jazyk, který zná trojné číslo, musí znát i číslo dvojné, což zároveň znamená, že musí znát i číslo množné.

## Příklady
Tok Pisin
- Mitripela tok – My tři mluvíme
- Yumitripela tok – Vy dva a já mluvíme
- Yutripela tok – Vy tři mluvíte
- Tripela tok – Oni tři mluví